# Clásica de Almería 2021
Clásica de Almería 2021 var den 36. udgave af det spanske cykelløb Clásica de Almería. Det blev kørt på en 192,5 km lang rute den 14. februar 2021 med start i Puebla de Vícar og mål på Avenida Juan Carlos I i Roquetas de Mar i Almería. Løbet var en del af UCI ProSeries 2021.
Efter den forventede massespurt vandt italienske Giacomo Nizzolo fra Team Qhubeka Assos. Lige efter kom Florian Sénéchal fra Deceuninck-Quick Step ind på andenpladsen, og estiske Martin Laas fra Bora-Hansgrohe tog den sidste plads på podiet.

## Resultater
| \| Samlede stilling \| Samlede stilling \| Samlede stilling \| Samlede stilling \| Samlede stilling \| \| Rytter \| Rytter \| Hold \| Tid \| \| \| ---------------- \| ---------------- \| ---------------------------------- \| ---------------- \| ---------------- \| \| 1. \| Giacomo Nizzolo \| Qhubeka Assos \| 4t 18' 44" \| \| \| 2. \| Florian Sénéchal \| Deceuninck-Quick Step \| + 0" \| \| \| 3. \| Martin Laas \| Bora-Hansgrohe \| + 0" \| \| \| 4. \| Jon Aberasturi \| Caja Rural-Seguros RGA \| + 0" \| \| \| 5. \| Timothy Dupont \| Bingoal-WB \| + 0" \| \| \| 6. \| Danny van Poppel \| Intermarché-Wanty-Gobert Matériaux \| + 0" \| \| \| 7. \| Gabriel Cullaigh \| Movistar Team \| + 0" \| \| \| 8. \| Edward Theuns \| Trek-Segafredo \| + 0" \| \| \| 9. \| Marc Sarreau \| AG2R Citroën Team \| + 0" \| \| \| 10. \| Damiano Cima \| Gazprom-RusVelo \| + 0" \| \| |                  |                                    |            |
| |                  |                                    |            |
| Kilde: ProCyclingStats |                  |                                    |            |
| Samlede stilling |                  |                                    |            |
| Rytter | Rytter           | Hold                               | Tid        |
| 1. | Giacomo Nizzolo  | Qhubeka Assos                      | 4t 18' 44" |
| 2. | Florian Sénéchal | Deceuninck-Quick Step              | + 0"       |
| 3. | Martin Laas      | Bora-Hansgrohe                     | + 0"       |
| 4. | Jon Aberasturi   | Caja Rural-Seguros RGA             | + 0"       |
| 5. | Timothy Dupont   | Bingoal-WB                         | + 0"       |
| 6. | Danny van Poppel | Intermarché-Wanty-Gobert Matériaux | + 0"       |
| 7. | Gabriel Cullaigh | Movistar Team                      | + 0"       |
| 8. | Edward Theuns    | Trek-Segafredo                     | + 0"       |
| 9. | Marc Sarreau     | AG2R Citroën Team                  | + 0"       |
| 10. | Damiano Cima     | Gazprom-RusVelo                    | + 0"       |

## Hold og ryttere
| UCI WorldTeams (11)- AG2R Citroën Team - Astana-Premier Tech - Bora-Hansgrohe - Cofidis - Deceuninck-Quick Step - Intermarché-Wanty-Gobert Matériaux - Movistar Team - Team BikeExchange - Qhubeka Assos - Trek-Segafredo - UAE Team Emirates UCI ProTeams (11)- Bardiani CSF Faizanè - Bingoal-WB - Burgos-BH - Caja Rural-Seguros RGA - Eolo-Kometa - Equipo Kern Pharma - Euskaltel-Euskadi - Gazprom-RusVelo - Sport Vlaanderen-Baloise - Total Direct Énergie - Rally Cycling |
| |

### Danske ryttere
| Danske ryttere på startlisten |                   |                    |           |
| Rygnummer                     | Rytter            | Hold               | Placering |
| 85                            | Mathias Norsgaard | Movistar Team      | 95        |
| 146                           | Emil Vinjebo      | Team Qhubeka Assos | 75        |
| 162                           | Jakob Egholm      | Trek-Segafredo     | DNF       |
| 164                           | Alexander Kamp    | Trek-Segafredo     | 107       |

* DNF = gennemførte ikke

## Startliste
| Bora-Hansgrohe BOH | Bora-Hansgrohe BOH      | Bora-Hansgrohe BOH |
| ------------------ | ----------------------- | ------------------ |
| Nr.                | Rytter                  | Placering          |
| 1                  | Cesare Benedetti (ITA)  | 85.                |
| 2                  | Maciej Bodnar (POL)     | 137.               |
| 3                  | Marcus Burghardt (GER)  | 39.                |
| 4                  | Patrick Gamper (AUT)    | 70.                |
| 5                  | Martin Laas (EST)       | 3.                 |
| 6                  | Jordi Meeus (BEL)       | 141.               |
| 7                  | Lukas Pöstlberger (AUT) | 101.               |

| UAE Team Emirates UAD | UAE Team Emirates UAD     | UAE Team Emirates UAD |
| --------------------- | ------------------------- | --------------------- |
| Nr.                   | Rytter                    | Placering             |
| 11                    | Fernando Gaviria (COL)    | 17.                   |
| 12                    | Marco Marcato (ITA)       | 118.                  |
| 13                    | Sebastián Molano (COL)    | 45.                   |
| 14                    | Ivo Oliveira (POR)        | 134.                  |
| 15                    | Rui Oliveira (POR)        | 73.                   |
| 16                    | Maximiliano Richeze (ARG) | 35.                   |
| 17                    | Oliviero Troia (ITA)      | 108.                  |

| Cofidis COF | Cofidis COF             | Cofidis COF |
| ----------- | ----------------------- | ----------- |
| Nr.         | Rytter                  | Placering   |
| 21          | Nathan Haas (AUS)       | 81.         |
| 22          | Jelle Wallays (BEL)     | 136.        |
| 23          | André Carvalho (POR)    | 100.        |
| 24          | Victor Lafay (FRA)      | 113.        |
| 25          | Fabio Sabatini (ITA)    | 114.        |
| 26          | Kenneth Vanbilsen (BEL) | 82.         |
| 27          | Attilio Viviani (ITA)   | 26.         |

| Intermarché-Wanty-Gobert Matériaux IWG | Intermarché-Wanty-Gobert Matériaux IWG | Intermarché-Wanty-Gobert Matériaux IWG |
| -------------------------------------- | -------------------------------------- | -------------------------------------- |
| Nr.                                    | Rytter                                 | Placering                              |
| 31                                     | Jonas Koch (GER)                       | 142.                                   |
| 32                                     | Andrea Pasqualon (ITA)                 | 46.                                    |
| 33                                     | Taco van der Hoorn (NED)               | 104.                                   |
| 34                                     | Boy van Poppel (NED)                   | 143.                                   |
| 35                                     | Danny van Poppel (NED)                 | 6.                                     |
| 36                                     | Pieter Vanspeybrouck (BEL)             | 89.                                    |
| 37                                     | Loïc Vliegen (BEL)                     | 98.                                    |

| BikeExchange BEX | BikeExchange BEX            | BikeExchange BEX |
| ---------------- | --------------------------- | ---------------- |
| Nr.              | Rytter                      | Placering        |
| 41               | Jack Bauer (NZL)            | 93.              |
| 42               | Michael Hepburn (AUS)       | 77.              |
| 43               | Amund Grøndahl Jansen (NOR) | 12.              |
| 44               | Nick Schultz (AUS)          | 74.              |
| 45               | Callum Scotson (AUS)        | 78.              |
| 46               | Dion Smith (NZL)            | 88.              |
| 47               | Robert Stannard (AUS)       | DNF              |

| Sport Vlaanderen-Baloise SVB | Sport Vlaanderen-Baloise SVB | Sport Vlaanderen-Baloise SVB |
| ---------------------------- | ---------------------------- | ---------------------------- |
| Nr.                          | Rytter                       | Placering                    |
| 51                           | Cedric Beullens (BEL)        | 28.                          |
| 52                           | Alex Colman (BEL)            | 103.                         |
| 53                           | Kenny De Ketele (BEL)        | 115.                         |
| 54                           | Robbe Ghys (BEL)             | 116.                         |
| 55                           | Ward Vanhoof (BEL)           | 105.                         |
| 56                           | Aaron Van Poucke (BEL)       | 90.                          |
| 57                           | Jordi Warlop (BEL)           | 14.                          |

| AG2R Citroën Team ACT | AG2R Citroën Team ACT | AG2R Citroën Team ACT |
| --------------------- | --------------------- | --------------------- |
| Nr.                   | Rytter                | Placering             |
| 61                    | Stan Dewulf (BEL)     | 87.                   |
| 62                    | Andrea Vendrame (ITA) | 24.                   |
| 63                    | Anthony Jullien (FRA) | 62.                   |
| 64                    | Lawrence Naesen (BEL) | 51.                   |
| 65                    | Marc Sarreau (FRA)    | 9.                    |
| 66                    | Gijs Van Hoecke (BEL) | 106.                  |
| 67                    | Damien Touzé (FRA)    | 16.                   |

| Euskaltel-Euskadi EUS | Euskaltel-Euskadi EUS     | Euskaltel-Euskadi EUS |
| --------------------- | ------------------------- | --------------------- |
| Nr.                   | Rytter                    | Placering             |
| 71                    | Mikel Alonso Flores (ESP) | 138.                  |
| 72                    | Mikel Aristi (ESP)        | 22.                   |
| 73                    | Xabier Azparren (ESP)     | 71.                   |
| 74                    | Julen Irizar (ESP)        | 40.                   |
| 75                    | Juan José Lobato (ESP)    | 38.                   |
| 76                    | Luis Ángel Maté (ESP)     | 57.                   |
| 77                    | Antonio Jesús Soto (ESP)  | 47.                   |

| Movistar Team MOV | Movistar Team MOV         | Movistar Team MOV |
| ----------------- | ------------------------- | ----------------- |
| Nr.               | Rytter                    | Placering         |
| 81                | Gabriel Cullaigh (GBR)    | 7.                |
| 82                | Iván García Cortina (ESP) | 60.               |
| 83                | Juri Hollmann (GER)       | 59.               |
| 84                | Johan Jacobs (SUI)        | 64.               |
| 85                | Mathias Norsgaard (DEN)   | 95.               |
| 86                | Gonzalo Serrano (ESP)     | 44.               |
| 87                | Alejandro Valverde (ESP)  | 55.               |

| Equipo Kern Pharma EKP | Equipo Kern Pharma EKP     | Equipo Kern Pharma EKP |
| ---------------------- | -------------------------- | ---------------------- |
| Nr.                    | Rytter                     | Placering              |
| 91                     | Carlos García Pierna (ESP) | 122.                   |
| 92                     | Álex Jaime (ESP)           | 36.                    |
| 93                     | Diego López (ESP)          | 63.                    |
| 94                     | Savva Novikov (RUS)        | 37.                    |
| 95                     | José Félix Parra (ESP)     | 124.                   |
| 96                     | Ibon Ruiz (ESP)            | 140.                   |
| 97                     | Enrique Sanz (ESP)         | 123.                   |

| Astana-Premier Tech APT | Astana-Premier Tech APT            | Astana-Premier Tech APT |
| ----------------------- | ---------------------------------- | ----------------------- |
| Nr.                     | Rytter                             | Placering               |
| 101                     | Luis León Sánchez (ESP) (landevej) | 41.                     |
| 102                     | Jevgenij Giditj (KAZ)              | 32.                     |
| 103                     | Jevgenij Fedorov (KAZ)             | 53.                     |
| 104                     | Davide Martinelli (ITA)            | 56.                     |
| 105                     | Javier Romo (ESP)                  | 54.                     |
| 106                     | Nikita Stalnow (KAZ)               | 110.                    |
| 107                     | Artjom Zakharov (KAZ)              | 43.                     |

| Burgos-BH BBH | Burgos-BH BBH                  | Burgos-BH BBH |
| ------------- | ------------------------------ | ------------- |
| Nr.           | Rytter                         | Placering     |
| 111           | Jetse Bol (NED)                | 29.           |
| 112           | Jesús Ezquerra (ESP)           | 19.           |
| 113           | Juan Antonio López-Cózar (ESP) | DNF           |
| 114           | Ángel Madrazo (ESP)            | 119.          |
| 115           | Alex Molenaar (NED)            | 132.          |
| 116           | Manuel Peñalver (ESP)          | DNF           |
| 117           | Diego Rubio (ESP)              | 58.           |

| Deceuninck-Quick Step DQT | Deceuninck-Quick Step DQT | Deceuninck-Quick Step DQT |
| ------------------------- | ------------------------- | ------------------------- |
| Nr.                       | Rytter                    | Placering                 |
| 121                       | Mark Cavendish (GBR)      | 94.                       |
| 122                       | Tim Declercq (BEL)        | 86.                       |
| 123                       | Álvaro Hodeg (COL)        | DNF                       |
| 124                       | Florian Sénéchal (FRA)    | 2.                        |
| 125                       | Stijn Steels (BEL)        | 96.                       |
| 126                       | Jannik Steimle (GER)      | 79.                       |
| 127                       | Bert Van Lerberghe (BEL)  | 15.                       |

| Bingoal-WB BWB | Bingoal-WB BWB                         | Bingoal-WB BWB |
| -------------- | -------------------------------------- | -------------- |
| Nr.            | Rytter                                 | Placering      |
| 131            | Stanisław Aniołkowski (POL) (landevej) | 23.            |
| 132            | Timothy Dupont (BEL)                   | 5.             |
| 133            | Tom Paquot (BEL)                       | 97.            |
| 134            | Laurenz Rex (BEL)                      | 125.           |
| 135            | Ludovic Robeet (BEL)                   | 126.           |
| 136            | Boris Vallée (BEL)                     | 135.           |
| 137            | Tom Wirtgen (LUX)                      | 117.           |

| Qhubeka Assos TQA | Qhubeka Assos TQA                | Qhubeka Assos TQA |
| ----------------- | -------------------------------- | ----------------- |
| Nr.               | Rytter                           | Placering         |
| 141               | Carlos Barbero (ESP)             | 76.               |
| 142               | Sean Bennett (USA)               | 67.               |
| 143               | Victor Campenaerts (BEL)         | 33.               |
| 144               | Giacomo Nizzolo (ITA) (landevej) | 1.                |
| 145               | Matteo Pelucchi (ITA)            | 102.              |
| 146               | Emil Vinjebo (DEN)               | 75.               |
| 147               | Max Walscheid (GER)              | 92.               |

| Eolo-Kometa EOK | Eolo-Kometa EOK         | Eolo-Kometa EOK |
| --------------- | ----------------------- | --------------- |
| Nr.             | Rytter                  | Placering       |
| 151             | John Archibald (GBR)    | 109.            |
| 152             | Davide Bais (ITA)       | 129.            |
| 153             | Manuel Belletti (ITA)   | 25.             |
| 154             | Lorenzo Fortunato (ITA) | 52.             |
| 155             | Mattia Frapporti (ITA)  | 72.             |
| 156             | Luca Pacioni (ITA)      | 139.            |
| 157             | Samuele Rivi (ITA)      | 130.            |

| Trek-Segafredo TFS | Trek-Segafredo TFS            | Trek-Segafredo TFS |
| ------------------ | ----------------------------- | ------------------ |
| Nr.                | Rytter                        | Placering          |
| 161                | Nicola Conci (ITA)            | 80.                |
| 162                | Jakob Egholm (DEN)            | DNF                |
| 163                | Amanuel Ghebreigzabhier (ERI) | DNF                |
| 164                | Alexander Kamp (DEN)          | 107.               |
| 165                | Jacopo Mosca (ITA)            | 66.                |
| 166                | Antonio Nibali (ITA)          | 131.               |
| 167                | Edward Theuns (BEL)           | 8.                 |

| Caja Rural-Seguros RGA CJR | Caja Rural-Seguros RGA CJR | Caja Rural-Seguros RGA CJR |
| -------------------------- | -------------------------- | -------------------------- |
| Nr.                        | Rytter                     | Placering                  |
| 171                        | Jon Aberasturi (ESP)       | 4.                         |
| 172                        | Álvaro Cuadros (ESP)       | 111.                       |
| 173                        | David González López (ESP) | 120.                       |
| 174                        | Jon Irisarri (ESP)         | 83.                        |
| 175                        | Oier Lazkano (ESP)         | 121.                       |
| 176                        | Joel Nicolau (ESP)         | DNF                        |
| 177                        | Héctor Sáez (ESP)          | 112.                       |

| Gazprom-RusVelo GAZ | Gazprom-RusVelo GAZ      | Gazprom-RusVelo GAZ |
| ------------------- | ------------------------ | ------------------- |
| Nr.                 | Rytter                   | Placering           |
| 181                 | Igor Bojev (RUS)         | DNF                 |
| 182                 | Marco Canola (ITA)       | 11.                 |
| 183                 | Sergej Tjernetskij (RUS) | 50.                 |
| 184                 | Damiano Cima (ITA)       | 10.                 |
| 185                 | Pavel Kotjetkov (RUS)    | 61.                 |
| 186                 | Petr Rikunov (RUS)       | 49.                 |
| 187                 | Dmitrij Strakhov (RUS)   | 133.                |

| Total Direct Énergie TDE | Total Direct Énergie TDE  | Total Direct Énergie TDE |
| ------------------------ | ------------------------- | ------------------------ |
| Nr.                      | Rytter                    | Placering                |
| 191                      | Christopher Lawless (GBR) | 84.                      |
| 192                      | Lorrenzo Manzin (FRA)     | 13.                      |
| 193                      | Adrien Petit (FRA)        | DNF                      |
| 194                      | Cristián Rodríguez (ESP)  | 68.                      |
| 195                      | Geoffrey Soupe (FRA)      | 99.                      |
| 196                      | Niki Terpstra (NED)       | 91.                      |
| 197                      | Dries Van Gestel (BEL)    | 42.                      |

| Bardiani CSF Faizanè BCF | Bardiani CSF Faizanè BCF | Bardiani CSF Faizanè BCF |
| ------------------------ | ------------------------ | ------------------------ |
| Nr.                      | Rytter                   | Placering                |
| 201                      | Enrico Battaglin (ITA)   | 34.                      |
| 202                      | Filippo Fiorelli (ITA)   | 18.                      |
| 203                      | Umberto Marengo (ITA)    | 21.                      |
| 204                      | Daniel Savini (ITA)      | 31.                      |
| 205                      | Giovanni Visconti (ITA)  | DNF                      |
| 206                      | Filippo Zana (ITA)       | 69.                      |
| 207                      | Samuele Zoccarato (ITA)  | 48.                      |

| Rally Cycling RLY | Rally Cycling RLY       | Rally Cycling RLY |
| ----------------- | ----------------------- | ----------------- |
| Nr.               | Rytter                  | Placering         |
| 211               | Nathan Brown (USA)      | 128.              |
| 212               | Pier-André Côté (CAN)   | 27.               |
| 213               | Arvid de Kleijn (NED)   | DNF               |
| 214               | Colin Joyce (USA)       | 20.               |
| 215               | Emerson Oronte (USA)    | 127.              |
| 216               | Joey Rosskopf (USA)     | 65.               |
| 217               | Nickolas Zukowsky (CAN) | 30.               |

| Bora-Hansgrohe BOH | Bora-Hansgrohe BOH      | Bora-Hansgrohe BOH |
| ------------------ | ----------------------- | ------------------ |
| Nr.                | Rytter                  | Placering          |
| 1                  | Cesare Benedetti (ITA)  | 85.                |
| 2                  | Maciej Bodnar (POL)     | 137.               |
| 3                  | Marcus Burghardt (GER)  | 39.                |
| 4                  | Patrick Gamper (AUT)    | 70.                |
| 5                  | Martin Laas (EST)       | 3.                 |
| 6                  | Jordi Meeus (BEL)       | 141.               |
| 7                  | Lukas Pöstlberger (AUT) | 101.               |

| UAE Team Emirates UAD | UAE Team Emirates UAD     | UAE Team Emirates UAD |
| --------------------- | ------------------------- | --------------------- |
| Nr.                   | Rytter                    | Placering             |
| 11                    | Fernando Gaviria (COL)    | 17.                   |
| 12                    | Marco Marcato (ITA)       | 118.                  |
| 13                    | Sebastián Molano (COL)    | 45.                   |
| 14                    | Ivo Oliveira (POR)        | 134.                  |
| 15                    | Rui Oliveira (POR)        | 73.                   |
| 16                    | Maximiliano Richeze (ARG) | 35.                   |
| 17                    | Oliviero Troia (ITA)      | 108.                  |

| Cofidis COF | Cofidis COF             | Cofidis COF |
| ----------- | ----------------------- | ----------- |
| Nr.         | Rytter                  | Placering   |
| 21          | Nathan Haas (AUS)       | 81.         |
| 22          | Jelle Wallays (BEL)     | 136.        |
| 23          | André Carvalho (POR)    | 100.        |
| 24          | Victor Lafay (FRA)      | 113.        |
| 25          | Fabio Sabatini (ITA)    | 114.        |
| 26          | Kenneth Vanbilsen (BEL) | 82.         |
| 27          | Attilio Viviani (ITA)   | 26.         |

| Intermarché-Wanty-Gobert Matériaux IWG | Intermarché-Wanty-Gobert Matériaux IWG | Intermarché-Wanty-Gobert Matériaux IWG |
| -------------------------------------- | -------------------------------------- | -------------------------------------- |
| Nr.                                    | Rytter                                 | Placering                              |
| 31                                     | Jonas Koch (GER)                       | 142.                                   |
| 32                                     | Andrea Pasqualon (ITA)                 | 46.                                    |
| 33                                     | Taco van der Hoorn (NED)               | 104.                                   |
| 34                                     | Boy van Poppel (NED)                   | 143.                                   |
| 35                                     | Danny van Poppel (NED)                 | 6.                                     |
| 36                                     | Pieter Vanspeybrouck (BEL)             | 89.                                    |
| 37                                     | Loïc Vliegen (BEL)                     | 98.                                    |

| BikeExchange BEX | BikeExchange BEX            | BikeExchange BEX |
| ---------------- | --------------------------- | ---------------- |
| Nr.              | Rytter                      | Placering        |
| 41               | Jack Bauer (NZL)            | 93.              |
| 42               | Michael Hepburn (AUS)       | 77.              |
| 43               | Amund Grøndahl Jansen (NOR) | 12.              |
| 44               | Nick Schultz (AUS)          | 74.              |
| 45               | Callum Scotson (AUS)        | 78.              |
| 46               | Dion Smith (NZL)            | 88.              |
| 47               | Robert Stannard (AUS)       | DNF              |

| Sport Vlaanderen-Baloise SVB | Sport Vlaanderen-Baloise SVB | Sport Vlaanderen-Baloise SVB |
| ---------------------------- | ---------------------------- | ---------------------------- |
| Nr.                          | Rytter                       | Placering                    |
| 51                           | Cedric Beullens (BEL)        | 28.                          |
| 52                           | Alex Colman (BEL)            | 103.                         |
| 53                           | Kenny De Ketele (BEL)        | 115.                         |
| 54                           | Robbe Ghys (BEL)             | 116.                         |
| 55                           | Ward Vanhoof (BEL)           | 105.                         |
| 56                           | Aaron Van Poucke (BEL)       | 90.                          |
| 57                           | Jordi Warlop (BEL)           | 14.                          |

| AG2R Citroën Team ACT | AG2R Citroën Team ACT | AG2R Citroën Team ACT |
| --------------------- | --------------------- | --------------------- |
| Nr.                   | Rytter                | Placering             |
| 61                    | Stan Dewulf (BEL)     | 87.                   |
| 62                    | Andrea Vendrame (ITA) | 24.                   |
| 63                    | Anthony Jullien (FRA) | 62.                   |
| 64                    | Lawrence Naesen (BEL) | 51.                   |
| 65                    | Marc Sarreau (FRA)    | 9.                    |
| 66                    | Gijs Van Hoecke (BEL) | 106.                  |
| 67                    | Damien Touzé (FRA)    | 16.                   |

| Euskaltel-Euskadi EUS | Euskaltel-Euskadi EUS     | Euskaltel-Euskadi EUS |
| --------------------- | ------------------------- | --------------------- |
| Nr.                   | Rytter                    | Placering             |
| 71                    | Mikel Alonso Flores (ESP) | 138.                  |
| 72                    | Mikel Aristi (ESP)        | 22.                   |
| 73                    | Xabier Azparren (ESP)     | 71.                   |
| 74                    | Julen Irizar (ESP)        | 40.                   |
| 75                    | Juan José Lobato (ESP)    | 38.                   |
| 76                    | Luis Ángel Maté (ESP)     | 57.                   |
| 77                    | Antonio Jesús Soto (ESP)  | 47.                   |

| Movistar Team MOV | Movistar Team MOV         | Movistar Team MOV |
| ----------------- | ------------------------- | ----------------- |
| Nr.               | Rytter                    | Placering         |
| 81                | Gabriel Cullaigh (GBR)    | 7.                |
| 82                | Iván García Cortina (ESP) | 60.               |
| 83                | Juri Hollmann (GER)       | 59.               |
| 84                | Johan Jacobs (SUI)        | 64.               |
| 85                | Mathias Norsgaard (DEN)   | 95.               |
| 86                | Gonzalo Serrano (ESP)     | 44.               |
| 87                | Alejandro Valverde (ESP)  | 55.               |

| Equipo Kern Pharma EKP | Equipo Kern Pharma EKP     | Equipo Kern Pharma EKP |
| ---------------------- | -------------------------- | ---------------------- |
| Nr.                    | Rytter                     | Placering              |
| 91                     | Carlos García Pierna (ESP) | 122.                   |
| 92                     | Álex Jaime (ESP)           | 36.                    |
| 93                     | Diego López (ESP)          | 63.                    |
| 94                     | Savva Novikov (RUS)        | 37.                    |
| 95                     | José Félix Parra (ESP)     | 124.                   |
| 96                     | Ibon Ruiz (ESP)            | 140.                   |
| 97                     | Enrique Sanz (ESP)         | 123.                   |

| Astana-Premier Tech APT | Astana-Premier Tech APT            | Astana-Premier Tech APT |
| ----------------------- | ---------------------------------- | ----------------------- |
| Nr.                     | Rytter                             | Placering               |
| 101                     | Luis León Sánchez (ESP) (landevej) | 41.                     |
| 102                     | Jevgenij Giditj (KAZ)              | 32.                     |
| 103                     | Jevgenij Fedorov (KAZ)             | 53.                     |
| 104                     | Davide Martinelli (ITA)            | 56.                     |
| 105                     | Javier Romo (ESP)                  | 54.                     |
| 106                     | Nikita Stalnow (KAZ)               | 110.                    |
| 107                     | Artjom Zakharov (KAZ)              | 43.                     |

| Burgos-BH BBH | Burgos-BH BBH                  | Burgos-BH BBH |
| ------------- | ------------------------------ | ------------- |
| Nr.           | Rytter                         | Placering     |
| 111           | Jetse Bol (NED)                | 29.           |
| 112           | Jesús Ezquerra (ESP)           | 19.           |
| 113           | Juan Antonio López-Cózar (ESP) | DNF           |
| 114           | Ángel Madrazo (ESP)            | 119.          |
| 115           | Alex Molenaar (NED)            | 132.          |
| 116           | Manuel Peñalver (ESP)          | DNF           |
| 117           | Diego Rubio (ESP)              | 58.           |

| Deceuninck-Quick Step DQT | Deceuninck-Quick Step DQT | Deceuninck-Quick Step DQT |
| ------------------------- | ------------------------- | ------------------------- |
| Nr.                       | Rytter                    | Placering                 |
| 121                       | Mark Cavendish (GBR)      | 94.                       |
| 122                       | Tim Declercq (BEL)        | 86.                       |
| 123                       | Álvaro Hodeg (COL)        | DNF                       |
| 124                       | Florian Sénéchal (FRA)    | 2.                        |
| 125                       | Stijn Steels (BEL)        | 96.                       |
| 126                       | Jannik Steimle (GER)      | 79.                       |
| 127                       | Bert Van Lerberghe (BEL)  | 15.                       |

| Bingoal-WB BWB | Bingoal-WB BWB                         | Bingoal-WB BWB |
| -------------- | -------------------------------------- | -------------- |
| Nr.            | Rytter                                 | Placering      |
| 131            | Stanisław Aniołkowski (POL) (landevej) | 23.            |
| 132            | Timothy Dupont (BEL)                   | 5.             |
| 133            | Tom Paquot (BEL)                       | 97.            |
| 134            | Laurenz Rex (BEL)                      | 125.           |
| 135            | Ludovic Robeet (BEL)                   | 126.           |
| 136            | Boris Vallée (BEL)                     | 135.           |
| 137            | Tom Wirtgen (LUX)                      | 117.           |

| Qhubeka Assos TQA | Qhubeka Assos TQA                | Qhubeka Assos TQA |
| ----------------- | -------------------------------- | ----------------- |
| Nr.               | Rytter                           | Placering         |
| 141               | Carlos Barbero (ESP)             | 76.               |
| 142               | Sean Bennett (USA)               | 67.               |
| 143               | Victor Campenaerts (BEL)         | 33.               |
| 144               | Giacomo Nizzolo (ITA) (landevej) | 1.                |
| 145               | Matteo Pelucchi (ITA)            | 102.              |
| 146               | Emil Vinjebo (DEN)               | 75.               |
| 147               | Max Walscheid (GER)              | 92.               |

| Eolo-Kometa EOK | Eolo-Kometa EOK         | Eolo-Kometa EOK |
| --------------- | ----------------------- | --------------- |
| Nr.             | Rytter                  | Placering       |
| 151             | John Archibald (GBR)    | 109.            |
| 152             | Davide Bais (ITA)       | 129.            |
| 153             | Manuel Belletti (ITA)   | 25.             |
| 154             | Lorenzo Fortunato (ITA) | 52.             |
| 155             | Mattia Frapporti (ITA)  | 72.             |
| 156             | Luca Pacioni (ITA)      | 139.            |
| 157             | Samuele Rivi (ITA)      | 130.            |

| Trek-Segafredo TFS | Trek-Segafredo TFS            | Trek-Segafredo TFS |
| ------------------ | ----------------------------- | ------------------ |
| Nr.                | Rytter                        | Placering          |
| 161                | Nicola Conci (ITA)            | 80.                |
| 162                | Jakob Egholm (DEN)            | DNF                |
| 163                | Amanuel Ghebreigzabhier (ERI) | DNF                |
| 164                | Alexander Kamp (DEN)          | 107.               |
| 165                | Jacopo Mosca (ITA)            | 66.                |
| 166                | Antonio Nibali (ITA)          | 131.               |
| 167                | Edward Theuns (BEL)           | 8.                 |

| Caja Rural-Seguros RGA CJR | Caja Rural-Seguros RGA CJR | Caja Rural-Seguros RGA CJR |
| -------------------------- | -------------------------- | -------------------------- |
| Nr.                        | Rytter                     | Placering                  |
| 171                        | Jon Aberasturi (ESP)       | 4.                         |
| 172                        | Álvaro Cuadros (ESP)       | 111.                       |
| 173                        | David González López (ESP) | 120.                       |
| 174                        | Jon Irisarri (ESP)         | 83.                        |
| 175                        | Oier Lazkano (ESP)         | 121.                       |
| 176                        | Joel Nicolau (ESP)         | DNF                        |
| 177                        | Héctor Sáez (ESP)          | 112.                       |

| Gazprom-RusVelo GAZ | Gazprom-RusVelo GAZ      | Gazprom-RusVelo GAZ |
| ------------------- | ------------------------ | ------------------- |
| Nr.                 | Rytter                   | Placering           |
| 181                 | Igor Bojev (RUS)         | DNF                 |
| 182                 | Marco Canola (ITA)       | 11.                 |
| 183                 | Sergej Tjernetskij (RUS) | 50.                 |
| 184                 | Damiano Cima (ITA)       | 10.                 |
| 185                 | Pavel Kotjetkov (RUS)    | 61.                 |
| 186                 | Petr Rikunov (RUS)       | 49.                 |
| 187                 | Dmitrij Strakhov (RUS)   | 133.                |

| Total Direct Énergie TDE | Total Direct Énergie TDE  | Total Direct Énergie TDE |
| ------------------------ | ------------------------- | ------------------------ |
| Nr.                      | Rytter                    | Placering                |
| 191                      | Christopher Lawless (GBR) | 84.                      |
| 192                      | Lorrenzo Manzin (FRA)     | 13.                      |
| 193                      | Adrien Petit (FRA)        | DNF                      |
| 194                      | Cristián Rodríguez (ESP)  | 68.                      |
| 195                      | Geoffrey Soupe (FRA)      | 99.                      |
| 196                      | Niki Terpstra (NED)       | 91.                      |
| 197                      | Dries Van Gestel (BEL)    | 42.                      |

| Bardiani CSF Faizanè BCF | Bardiani CSF Faizanè BCF | Bardiani CSF Faizanè BCF |
| ------------------------ | ------------------------ | ------------------------ |
| Nr.                      | Rytter                   | Placering                |
| 201                      | Enrico Battaglin (ITA)   | 34.                      |
| 202                      | Filippo Fiorelli (ITA)   | 18.                      |
| 203                      | Umberto Marengo (ITA)    | 21.                      |
| 204                      | Daniel Savini (ITA)      | 31.                      |
| 205                      | Giovanni Visconti (ITA)  | DNF                      |
| 206                      | Filippo Zana (ITA)       | 69.                      |
| 207                      | Samuele Zoccarato (ITA)  | 48.                      |

| Rally Cycling RLY | Rally Cycling RLY       | Rally Cycling RLY |
| ----------------- | ----------------------- | ----------------- |
| Nr.               | Rytter                  | Placering         |
| 211               | Nathan Brown (USA)      | 128.              |
| 212               | Pier-André Côté (CAN)   | 27.               |
| 213               | Arvid de Kleijn (NED)   | DNF               |
| 214               | Colin Joyce (USA)       | 20.               |
| 215               | Emerson Oronte (USA)    | 127.              |
| 216               | Joey Rosskopf (USA)     | 65.               |
| 217               | Nickolas Zukowsky (CAN) | 30.               |